# One-Punch Man
One-Punch Man (яп. ワンパンマン — Ванпанман, укр. Ванпанчмен) — вебманґа ONE, яка почала видаватися на сайті автора в 2009. Коли робота набула популярність, Мурата Юсуке запропонував перемалювати оригінал. Перший випуск оновленої манґи відбувся 14 червня 2012 в інтернет-журналі Tonari no Young Jump, видавництва Shueisha. Окрім манґи, франшиза включає в себе аніме-серіал, що вийшов в ефір у 2015, та OVA і 6 спеціальних випусків виробництва студії Madhouse.
Сюжет розповідає про незвичного супергероя Сайтаму, який може знищити будь-якого ворога буквально одним ударом. На своєму шляху він зустрічає нових друзів та ворогів, намагаючись знайти гідного супротивника і вирішуючи повсякденні проблеми звичайного героя. Сюжет пародіює багато відомих шаблонів про супергероїв.

## Сюжет
Усі події відбуваються у альтернативному світі, що схожий на наш, за винятком факту існування у ньому чудовиськ та героїв. У центрі історії перебуває герой Сайтама, що має надлюдські здібності, які дозволяють йому перемагати будь-яких ворогів всього одним ударом. Протягом усіх сюжетних арок Сайтама переслідує єдину ціль — знайти супротивника, що зможе дати йому достойну відсіч. Паралельно з цим Сайтама намагається здобути визнання у «Геройській асоціації», члени якої займаються професійною боротьбою проти Зла. Однак, попри те, що Сайтама є фактично найсильнішим героєм Землі, йому доводиться починати свій шлях з останнього місця асоціації. У міру розвитку сюжету, Сайтама знаходить собі нових друзів і ворогів, та займається тренуванням свого учня — кіборга Геноса, що хоче дізнатись секрет неймовірної сили вчителя та помститися особистому ворогу.

## Персонажі
Сайтама (サイタマ) — головний герой манґи, який переживає кризу особистості, бо не може знайти собі гідного супротивника. Став на стежку героя у 22 роки, на момент подій манґи йому 25 років. Повністю лисий, що, можливо, є наслідком його надзвичайної сили. Живе у маленькій квартирі у покинутій будівлі. Безробітний, тому йому постійно бракує грошей. Ймовірно, він найсильніший герой Землі. Проходячи тест на вступ до геройської асоціації отримав рекордні результати з тесту на фізичну силу та середні результати з письмового тесту, набравши сумарно 71 бал зі 100, що всього на 1 бал більше мінімальних 70. Тому він отримав найнижчий клас і ранг в організації. Попри свою надзвичайну силу, Сайтама є дуже скромним. Він не турбується про власну славу, єдине що його цікавить — це пошук гідної битви.
Вважається, що для рівнів небезпеки «Демонічний» та вище необхідні зусилля декількох героїв S-классу, однак зазвичай вистачає одного удару Сайтами.
Сейю: Фурукава Макото
Генос (ジェノス) — юнак-кіборг віком 19 років. Одержимий ідеєю помсти таємничому кіборгу, що знищив його містечко та вбив всіх рідних. Постійно шукає шляхи стати сильнішим, та заради цього готовий на все. Свого часу прохав Доктора Кусено, щоб той зробив його кіборгом. Побачивши силу Сайтами, набивається йому до учнів, щоб отримати таку ж могутність. Хоча на перший погляд може здатися, що Геноса цікавлять лише шляхи здобуття сили, насправді ж він має яскраво виражене почуття справедливості та ставить життя невинних людей вище власного. Отримав максимальні бали з тесту на супергеройську придатність і відразу був зарахований до S-класу. 
Сейю: Ісікава Кайто

## Всесвіт
Місце дії дуже нагадує сучасну Японію, з переліком міст, назви яких є літерами латинського алфавіту від А до Z. Рівень технологій нагадує сучасний, однак у цьому всесвіті також існують фантастичні кіборги, роботи, та пристрої супергеройської асоціації. Крім того, присутні паранормальні явища, наприклад телекінез та віщування. Також у всесвіті існують люди з надздібностями та різноманітні чудовиська земного, позаземного, штучного та містичного походження.

### Організація супергероїв
Організація супергероїв, або супергеройська асоціація, була створена для протистояння монстрам, що за останні декілька років почали атакувати міста, мультимільйонером Агоні, після того як його онук був врятований Сайтамою (тоді він ще мав волосся) за три роки до основних подій манґи. Для того щоб потрапити у реєстр супергероїв, необхідно пройти: а) фізичний тест, що включає у себе багато фізичних справ та необхідний для випробування претендентів на силу та виснагу.
б) письмовий тест, що необхідний для визначення того, наскільки претендент пасує асоціації з боку особистих якостей та рівню його інтелекту. Після успішного проходження обох тестів, герой потрапляє в геройський реєстр, його назначають в один з 4 геройських класів, зазвичай в C-Клас, та починає отримувати гроші від громадських пожертвувань.
Геройські класи(від сильнішого до слабшого):
- S-Клас, 17 героїв
- A-Клас, 38 героїв
- B-Клас, 101 героїв
- C-Клас, 390 героїв

Крім того, у рамках самих класів також діє система рангів, від найнижчого значення, до першого.
Для переходу з одного класу до іншого, герой мусить зайняти перше місце свого класу, а потім вирішити, чи залишитися на першому місце свого класу, чи перейти до найнижчого рангу вищого класу.

### Рівні небезпек
Для визначення загрози, яку несе те чи інше лихо, були розроблені рівні небезпек:
- Божественний — небезпека, що загрожує існуванню людства.
- Драконівський  — небезпека, що загрожує декільком містам.
- Демонічний  — небезпека, що загрожує цілому місту або його будівлям.
- Тигрячий — небезпека, що загрожує великій кількості людей.
- Вовчий  — ймовірна небезпека.

## Манґа
Оригінальна вебманґа авторства One почала виходити в 2009 і на січень 2016 налічує 105 розділів. Коли твір став популярним, на 2012 було близько 8 мільйонів переглядів, Мурата Юсуке запропонував перемалювати оригінал. Перший випуск оновленої манґи відбувся 14 червня 2012 у інтернет журналі Young Jump Web Comics, видавництва Shueisha. Манґа отримала популярність в Японії та за її межами, зокрема в Америці, де публікується видавництвом Viz Media. Інші видання:
| Країна  | Видавець                     | Дата початку  |
| ------- | ---------------------------- | ------------- |
| Японія  | Shueisha                     | 4 грудня 2012 |
| США     | Viz Media                    | 1 січня 2015  |
| Польща  | Japonica Polonica Fantastica | 5 грудня 2015 |
| Тайвань | Tong Li Publishing Co., Ltd. | 5 серпня 2015 |
| Франція | Kurokawa                     | 14 січня 2016 |
| Іспанія | Editorial Ivréa              | 29 січня 2016 |

## Аніме
Анонс аніме відбувся в журналі Weekly Young Jump 10 березня 2015. Створенням серіалу зайнялася студія Madhouse та режисер Нацуме Сінго, сценарій написав Судзукі Томохіро. Перед показ перших двох серій відбувся 6 вересня 2015 в малому залі Культурного центру міста Сайтама. Перший сезон складається із 12 епізодів , які почали транслювати 5 жовтня 2015 на телеканалах TVO, TVQ, KBS, BS Japan, і AT-X. Аніме ліцензоване Viz Media в Північній Америці, Kaze в Франції, Selecta Visión в Іспанії, Dynit в Італії, Kaze UK в Великій Британії та Kazé Germany в Німеччині.
Спеціально для обмеженого видання 10 тому манґи була створена OVA, яка вийшла 4 грудня 2015, розповідає нам про той час коли Сайтама лише встав на шлях героя і почав свої тренування. Крім того випускаються на Blu-ray Disc додаткові спеціальні OVA епізоди. Всього заплановано випустити 6 таких серій, перша з яких вийшла 24 грудня 2015.
| Список серій | Список серій                                                      | Список серій      |
| №            | Назва серії                                                       | Дата виходу       |
| ------------ | ----------------------------------------------------------------- | ----------------- |
| 1            | Найсильніша людина (最強の男)                                     | 5 жовтня 2015     |
| 2            | Найсильніша людина (孤高のサイボーグ)                             | 12 жовтня 2015    |
| 3            | Самотній Кіборг (執念の科学者)                                    | 19 жовтня 2015    |
| 4            | Нав'язливий вчений (今時の忍者)                                   | 26 жовтня 2015    |
| 5            | Сучасний ніндзя (究極の師)                                        | 2 листопада 2015  |
| 6            | Абсолютний вчитель (最恐の都市)                                   | 9 листопада 2015  |
| 7            | Жахаюче місто (至高の弟子)                                        | 16 листопада 2015 |
| 8            | Король Глибокого моря (深海の王)                                  | 23 листопада 2015 |
| 9            | Непохитна справедливість (不屈の正義)                             | 30 листопада 2015 |
| 10           | Небачена Небезпека (かつてない程の危機)                           | 7 грудня 2015     |
| 11           | Володар всесвіту (全宇宙の覇者)                                   | 14 грудня 2015    |
| 12           | Найсильніший герой (最強のヒーロー)                               | 21 грудня 2015    |
| OVA          | Стежка Героя (ロード・トゥ・ヒーロー)                             | 4 грудня 2015     |
| S1           | Тінь, що підкралась занадто близько (忍び寄りすぎる影)            | 24 грудня         |
| S2           | Учень, який вкрай погано вміє розмовляти (話ベタすぎる弟子)       | 29 січня 2016     |
| S3           | Ніндзя, який занадто заплутаний (こじれすぎる忍者)                | 24 лютого 2016    |
| S4           | Бенг, який занадто владний (強引すぎるバング)                     | 25 березня 2016   |
| S5           | Сестри, навколо яких забагато чого крутиться (色々ありすぎる姉妹) | 22 квітня 2016    |
| S6           | Справа про вбивство, яка занадто неможлива (不可能すぎる殺人事件) | 27 травня 2016    |

### Музика
Композитор музики до аніме Міядзаки Макото
Опенінг
- «THE HERO !! ~Okoreru Kobushi ni Hi wo Tsukero~ (THE HERO !! ～怒れる拳に火をつけろ～)» у виконанні JAM Project

Ендінги
- «Hoshi yori Saki ni Mitsukete Ageru (星より先に見つけてあげる)» у виконанні Морігуті Хіроко (епізоди 1-11)
- «Kanashimitachi wo Dakishimete (悲しみたちを抱きしめて)» у виконанні Морігуті Хіроко (епізод 12)

## Популярність
Станом на листопад 2013 було продано 2.2 мільйона копій манґи, на квітень 2014 — 3.2 мільйона, на листопад 2015 — 4.5 мільйона. 10 том в перший тиждень розійшовся тиражем понад 289 тисяч примірників. One-punch man багаторазово займав перші місця в списку манґ, що найкраще продаються в США, New York Times. Зокрема перший том тримається в топ-10 на 21 лютого 2016 вже 23 тижні поспіль. Аніме-серіал також неодноразово потрапляв до топів продажу DVD та Blu-ray Disc. Всього медіа продукції (манґа, Blu-ray Discs, DVDs, music CDs) в 2015 році було продано на загальну суму в 2,162,010,818 єн.

## Критика
Манґа була номінована на премії Manga Taishō в 2014 та Eisner Award в 2015. В 2016 American Library Association додала One-punch man до списку Great Graphic Novels for Teens. Аніме адаптацію високо оцінили глядачі на різноманітних інтернет ресурсах, зокрема на Kinopoisk 2519 користувачів в середньому оцінили на 8.61 із 10, на Internet Movie Database 21,679 — 9.3 із 10, на World Art 1482 — 9.0 із 10, на MyAnimeList 185,279 — 8.98 із 10.

One-Punch Man отримав високі оцінки і від критиків, зокрема так висловився про нього Меган Саліван — редактор видання IGN:
|  | Що робить One-Punch Man настільки популярним, так це те, як він бере стандартний сценарій шьонену та перевертає його з ніг на голову. Замість того, щоб щосили намагатися стати найкращим у світі, безробітний-що-став-супергероєм Сайтама намагається знайти гідного супротивника в бою. Як показує «Найсильніша людина», все його місто переповнене всілякими чудернацькими монстрами, але жоден з них не може витримати одного удару від нього. Замість того, щоб відчувати задоволення від власної непереможності, Сайтама (що так важко тренувався, аж його волосся випало) відчуває тільки нудьгу. Чи існує хоч один монстр, який може пережити удари його кулаків? |